# Carter Springs
Carter Springs é uma região censitária no condado de Douglas, estado de Nevada, nos Estados Unidos.
A população era de 553 habitantes, segundo o censo de 2010.

## Geografia
Carter Springs fica a 14 quilómetros a sudeste de Minden no lado norte da  U.S. Route 395. De acordo com  United States Census Bureau, a região censitária tinha uma superfície de 7.3 km2, todos de terra firme. 